# هاکوپ پاپازیان
هاکوپ داوتی پاپازیان (ارمنی: Հակոբ Դավթի Փափազյան) پروفسور در علوم تاریخ، ارمنی‌شناس، شرق‌شناس، ایران‌شناس، مسئول بخش اسناد و دستخط‌های مدنی ماتناداران (کتابخانه کتب خطی شهر ایروان) (گنجینه کتب خطی) ماشتوتس در ایروان و عضو شورای عالی روحانی اچمیادزین مقدس بود.

## زندگی‌نامه
وی در سال ۱ سپتامبر ۱۹۱۹ (۱۲۹۸ خورشیدی) در شهر تبریز به دنیا آمد. تحصیلات ابتدایی و متوسطه را در مدرسه هایکازیان-تاماریان و سپس در «دبیرستان دولتی فردوس» به اتمام رساند. در اوان جوانی به دنبال حرفهٔ پدرش که حکاک مشهوری بود به فن حکاکی نقره پرداخت.
در سال ۱۹۴۴ (۱۳۲۳) هاکوپ پاپازیان با خانواده اش به ارمنستان شوروی مهاجرت کرد و در سال ۱۹۵۰ (۱۳۲۹) تحصیلات دانشگاهی خود را در رشتهٔ علم زبان‌های شرقی به اتمام رساند و سپس رتبهٔ دکترا در انستیتوی تاریخ‌شناسی «آکادمی علوم جمهوری ارمنستان» اخذ کرد. پروفسور پاپازیان از آن پس حدود پنج دهه نیروی خود را وقف استخراج، تفسیر، تحلیل و انتشار دستخط‌های ارمنی، فارسی، ترکی و عربی قرن‌های ۱۵–۱۷ میلادی نمود.

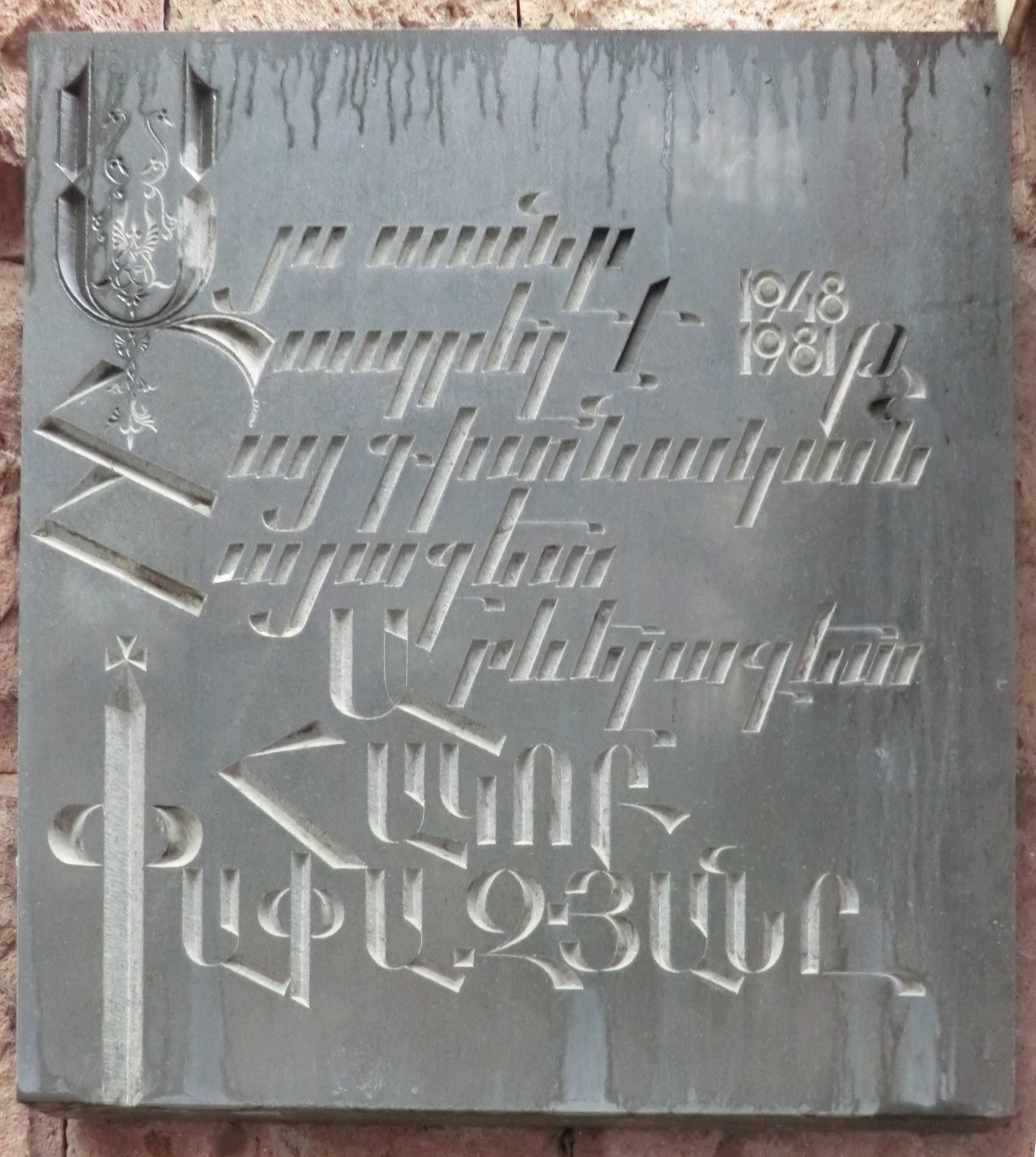
پلاک یادبود هاکوپ پاپازیان در ایروان

در سال ۱۹۶۰ (۱۳۳۹) در بیست و پنجمین کنگرهٔ جهانی شرق‌شناسان در مسکو، گزارش پروفسور پاپازیان تحت عنوان «اسناد فارسی، عربی و ترکی ماتناداران در قرن‌های ۱۴ الی ۱۹ میلادی و ارزش آن‌ها در بررسی حیات سیاسی اقتصادی خاور نزدیک» توجه محققان را به خود جلب کرد.
در سال ۱۹۶۲ پروفسور پاپازیان به عضویت هیئت شناخت فنون شرقی آکادمی علوم شوروی انتخاب شد.

بعد از انتشار اثر برجستهٔ دیگر وی در سال ۱۹۶۸ (۱۳۴۷) تحت عنوان «روابط کشاورزی در ارمنستان شرقی - قرن‌های ۱۵ الی ۱۷ میلادی»، شرق‌شناس نامی نووسلیستو نوشت. 
بی شک این منبع اساسی مححقین قفقاز، ایران، ترکیه و دیگر شرق‌شناسان است.
در سال‌های ۱۹۶۹–۱۹۵۶ (۱۳۴۸–۱۳۳۵) وی اسناد فارسی ماتناداران را در سه جلد منتشر کرد.
پروفسور هاکوپ پاپازیان در سال ۱۹۹۷ (۱۳۷۶) در شهر پاریس بدرود حیات گفت و تا آخرین ماه‌های عمر پربارش به کار تحقیق و تدریس ادامه داد.

## تالیفات
از جمله کارهای منتشر شده پروفسور پاپازیان عبارتنداز:
- «حکومت‌های خارجی در سرزمین آرارات (قرون ۱۵–۱۷ میلادی)»
- «ارزش تاریخی دستخط‌های فارسی ماتناداران»
- «ارزش ریشه‌شناسی اسناد ترکی ماتناداران»
- «اسناد رسمی به زبان فارسی، عربی و ترکی قرون ۱۴ الی ۱۹ میلادی»
- «همکاری رسمی ایران و ارمنستان و اوضاع سیاسی ارمنستان شرقی در دوره نادرشاه»
- «ترم‌های حقوقی-شریعی و مالکیت فئودالی زمین در شرق»
- «منابع اولیه نوین در تاریخ ملت کرد»
- «رشیدالدین در مورد ارمنستان سیلیسی»
- «فرامین فارسی ماتناداران» (از قرن ۱۵ الی ۱۶۵۰ میلادی) در دو جلد در سال‌های ۱۹۵۶ و ۱۹۵۹ به چاپ رسیده است.

## یادداشت
1. ↑  Matenadaran